# Астростатистика
Астростатистика — междисциплинарная область исследований на стыке астрофизики, статистического анализа и добычи данных. Она находит применение в обработке огромного объёма данных, получаемого в результате автоматического обнаружения космических объектов, для получения характеристик сложных массивов данных и для сопоставления данных астрономических наблюдений с теорией астрофизики. Для анализа астрономических данных используются такие методы статистики, как непараметрические методы, многомерная регрессия и многомерная классификация, анализ временных рядов и, в особенности, байесовский вывод. Может рассматриваться как подраздел астроинформатики или как её сестринская область.

## Профессиональные сообщества
Специалисты представлены в следующих профессиональных сообществах: Международная ассоциация астростатистики (связана с Международным статистическим институтом), Рабочая группа Международного астрономического союза по астростатистике и астроинформатике, Рабочая группа Американского астрономического общества по астроинформатике и астростатистике, Группа Американской статистической ассоциации по астростатистике и Инициатива космостатики Архивная копия от 18 января 2021 на Wayback Machine. Все эти организации представлены на «Портале астростатистики и астроинформатики Архивная копия от 21 августа 2014 на Wayback Machine».